# Isidoro Marcionetti
Isidoro Marcionetti (* 6. Juli 1916 in Monte Carasso; † 18. Januar 1999 in Lugano) war ein Priester, Pfarrer, Dozent, Kunsthistoriker, Forscher und Publizist.

## Leben
Nach seinen Studien am Seminar von Lugano wurde Marcionetti Pfarrer von Astano und Prediger am Radio della svizzera italiana in Lugano-Cassarate. In der Zeit des italienischen Faschismus verhalf er am 11. September 1943 dem ehemaligen Minister Dino Alfieri bei Astano zur Flucht in die Schweiz sowie der Schriftsteller Pitigrilli. Später wirkte er als Pfarrer in Novaggio und als Dozent am Lyzeum von Lugano, wo er die römisch-katholische Glaubenslehre unterrichtete.
Später war er Pfarrer an den Kirchen San Rocco und Santa Maria degli Angioli in Lugano. Als Liebhaber der Geschichte und der figurativen Kunst recherchierte er über verschiedene Kunstdenkmäler im Kanton Tessin und veröffentlichte mehrere Sachbücher. Überdies war er Mitglied und Präsident der Commissione cantonale dei monumenti storici e artistici.

## Schriften
- (mit Giuseppe Martinola:) Antiche vasche battesimali del Ticino. Lugano 1969.
- (mit Romano Amerio:) La chiesa di San Lorenzo in Lugano: storia e simbologia. Lugano 1972.
- Chiesa e convento di Santa Maria degli Angeli in Lugano. Banca del Sempione, Lugano 1975.
- (mit Carlo Speziali:) San Carlo di Negrentino. Lugano 1977.
- Il Battistero di Riva San Vitale: storia, arte liturgia. Tipografia S.A. Natale Mazzuconi, Lugano 1978.
- L’antica Pieve di Biasca. Lugano 1979.
- Cenacoli della Svizzera italiana. Natale Mazzuconi, Lugano 1981.
- (mit Fulvio Caccia:) Settantacinque anni della Commissione dei monumenti storici ed artistici del cantone Ticino. Bellinzona 1984.
- San Carlo nell’antico Borgo di Lugano. Selbstverlag, Lugano 1984.
- Cristianesimo nel Ticino. Pedrazzini, Locarno; Alberti Libraio, Verbania 2004.